# IPhone 8
iPhone 8 și iPhone 8 Plus — smartphone-uri ale Apple, care utilizează sistemul de operare Apple A11 Bionic și sistemul de operare iOS 11, au fost introduse pe 12 septembrie 2017 cu iPhone X la Teatrul Steve Jobs. Dimensiunea ecranului și rezoluția au rămas neschimbate în comparație cu modelele anterioare: iPhone 6S și 7; 6s Plus și 7 Plus. Grosimea telefonului este de 7,3-7,5 mm, fără a ține seama de modulul camerei principale, ușor protuberant dincolo de planul din spate. Smartphone-urile folosesc numai portul Lightning.

## Istoric
Prezentarea noului dispozitiv, Apple a avut loc în teatrul numit după Steve Jobs 12 septembrie 2017. Pre-comandarea dispozitivului a început pe 15 septembrie 2017, iar telefonul a fost lansat la vânzare pe 22 septembrie 2017.
În aprilie 2018, în cadrul unei companii de caritate (RED), versiunea a fost prezentată în roșu strălucitor.

## Caracteristici
iPhone 8 și iPhone 8 Plus se bazează pe procesorul A11 Bionic cu arhitectură pe 64 de biți și pe coprocesorul M11 responsabil pentru poziția geografică și giroscopul. Suma RAM este de 2 GB (3 GB în iPhone 8 Plus).
Spre deosebire de predecesorul său, smartphone-urile au primit încărcare fără fir (dispozitivele de încărcare Qi 1.0 standard și 5 W sunt suportate), zoom optic; Zoom digital 6x (numai pentru iPhone 8 Plus).
iPhone 8 suportă standarde rapide de încărcare. În special, încărcătorul MacBook 29W atunci când utilizați un cablu USB de tip USB - Lightning încorporează iPhone 8 cu 50% în jumătate de oră și până la 80-85% într-o oră. IPhone 8 vine cu un încărcător standard de 5W care nu suportă încărcarea rapidă.

### Hardware

#### Ecran
IPhone 8 și 8 Plus păstrează afișajul HD Retina găsit în iPhone 7, dar au acum tehnologia True Tone, permițând reglarea automată a ecranului pe baza iluminării ambientale înconjurătoare. Acestea pot reda conținut HDR10 și Dolby Vision, în ciuda faptului că nu au un HDR-ready display, realizat prin conversia în jos a conținutului HDR pentru a se potrivi ecranului, având în același timp unele îmbunătățiri ale gamei dinamice, contrastului și gamei largi de culori în comparație cu conținutul standard.

#### Camera
IPhone-ul 8 dispune de o cameră de 12 MP cu focalizare automată, diafragmă f/1,8 și stabilizare optică a imaginii capabile să capteze imagini video de 4K la 24, 30 sau 60 de cadre pe secundă sau 1080p la 30, 60, 120 sau 240 de cadre pe secundă. IPhone 8 Plus îmbunătățește camera principală pentru un obiectiv cu unghi larg, cu zoom digital de până la 10x sau zoom optic 2x, și păstrează un al doilea obiectiv teleobiectiv similar celui găsit pe iPhone 7 Plus, dar cu o profunzime îmbunătățită de efecte de câmp și de iluminare în modul Portret. Ambele modele au o cameră frontală de 7 MP cu o diafragmă f / 2.2 capabilă să capteze 1080p video la 30 de cadre pe secundă și 720p video la 240 de cadre pe secundă, împreună cu detectarea feței și un interval dinamic ridicat.

#### Chipset
IPhone-urile 8 și 8 Plus conțin sistemul Apple A11 Bionic, un procesor hexa-core, despre care compania spune că are două nuclee care sunt cu 25% mai rapide decât procesorul A10 al lui iPhone 7 și patru nuclee care sunt cu 70% modelul anterior. Telefoanele au, de asemenea, o unitate de procesare a graficelor de la Apple, cu 30% mai rapidă decât unitățile anterioare, cu același nivel de performanță ca și A10 la jumătate din putere.

#### Altele
Telefoanele au spatele de sticlă în loc de carcasa din aluminiu complet găsită pe modele anterioare, permițând utilizarea tarifării wireless standard Qi. Telefoanele sunt clasificate la IP67 pentru rezistența la apă. Ambele modele au opțiuni de stocare de 64 și 256 gigabyte și sunt oferite în culori de argint, auriu sau gri Gray Space. O versiune ediție specială roșie produsă în roșu cu un front negru a fost lansată pe 9 aprilie 2018. Edițiile speciale ale iPhone 7 și 7 Plus au un front alb.
IPhone 8 are un scor de reparare de 6 din 10 de la IFixit, în principal datorită utilizării adezivului excesiv pentru baterii și sticlă pentru spate.

### Software
IPhone-urile 8 și 8 Plus au fost livrate cu iOS 11 la lansare, și suport pentru iOS 12.

## Probleme
La 31 august 2018, Apple a anunțat că un "procent foarte mic" al dispozitivelor iPhone 8 lansate între septembrie 2017 și martie 2018 conține un defect de fabricație în bordul logic. Această eroare a afectat modelele iPhone 8 vândute în Australia, China, Hong Kong, India, Japonia, Macao, Noua Zeelandă și Statele Unite. Dispozitivele defecte pot avea reboot neașteptat, un ecran înghețat sau care nu răspunde sau pot să nu pornească. Utilizatorii cu un dispozitiv afectat, determinat de numărul de serie, pot înlocui dispozitivul cu Apple gratuit. Această problemă nu afectează iPhone 8 Plus.